# Bolitoglossa adspersa
Espèce
Synonymes
- Spelerpes adspersus Peters, 1863
- Geotriton andicola Posada Arango, 1909

Statut de conservation UICN

 NT  : Quasi menacé
Bolitoglossa adspersa est une espèce d'urodèles de la famille des Plethodontidae.

## Répartition
Cette espèce est endémique de Colombie. Elle se rencontre dans les départements de Boyacá et de Cundinamarca et notamment dans les parcs nationaux de Chingaza et de Sumapaz et dans le sanctuaire de faune et de flore de Guanenta Alto Río Fonce. Elle est présente entre 1 750 et 3 650 m d'altitude dans la cordillère Orientale.

## Description
L'holotype de Bolitoglossa adspersa mesure 79 mm de longueur totale.

## Taxinomie
Geotriton andicola a été placée en synonymie avec Bolitoglossa adspersa par Dunn en 1926.

## Publication originale
- Peters, 1863 : Fernere Mittheilungen über neue Batrachier. Monatsberichte der Königlich Preussischen Akademie der Wissenschaften zu Berlin, vol. 1863, p. 445-470 (texte intégral).